# ملیندا تسینک
 ملیندا تسینک (مجاری: Melinda Czink؛ زاده ۲۲ اکتبر ۱۹۸۲) یک تنیس‌باز اهل مجارستان است. 